# 함백고등학교
함백고등학교(咸白高等學校)는 대한민국 강원특별자치도 정선군 신동읍 조동리에 있는 공립 고등학교이다.

## 학교 연혁
- 1966년 3월 14일 : 함백 공업 고등학교 설립 인가 (광산과 3학급)
- 1966년 4월 20일 : 함백 공업 고등학교 개교
- 1975년 3월 1일 : 함백 실업 고등학교로 학칙 변경
- 1976년 10월 8일 : 함백 종합 고등학교로 학칙 변경 (보통과 6학급 증설 인가 및 전기과 폐과)
- 1991년 10월 21일 : 학칙 변경 (보통과 3학급, 상업과 3학급)
- 1997년 10월 1일 : 상업과를 유통정보과로 변경
- 2009년 3월 1일 : 함백고등학교로 교명 개명
- 2014년 3월 1일 : 함백여자고등학교와 통합(보통과 4학급, 유통과 3학급)
- 2015년 3월 1일 : 학칙 변경(일반계 3학급, 상업계 3학급)
- 2023년 9월 1일 : 제26대 정현경 교장 취임
- 2025년 1월 6일 : 제57회 졸업식 졸업생 24명(총 3,909명)
- 2025년 3월 4일 : 신입생 33명 입학(보통과)

## 설치 학과
- 유통정보과
- 일반학과

## 참고 자료
- 함백고등학교 - 한국교육학술정보원 학교알리미